# Stenelaphus alienus
Stenelaphus alienus là một loài bọ cánh cứng trong họ Cerambycidae.